# David Puttnam
David Terence Puttnam, baron Puttnam (né le 25 février 1941 à Londres, au Royaume-Uni) est un producteur de cinéma et acteur britannique.

## Biographie
En 1985 il est président du jury du 1re Festival international du film de Tokyo. 
David Puttnam est fait Commandeur de l'Ordre de l'Empire britannique en 1983, chevalier en 1995 et créé pair à vie avec le titre de baron Puttnam en 1997.

## Filmographie

### Producteur
- 1968 : The Wild, Wild World of Jayne Mansfield
- 1971 : Peacemaking 1919
- 1971 : Mercredi après-midi (Melody) de Waris Hussein
- 1972 : Glastonbury Fayre
- 1972 : Bringing It All Back Home
- 1972 : Le Joueur de flûte (The Pied Piper)
- 1973 : Swastika
- 1973 : Les Décimales du futur (The Final Programme)
- 1973 : Double Headed Eagle: Hitler's Rise to Power 1918-1933
- 1973 : That'll Be the Day
- 1974 : Stardust
- 1974 : Mahler
- 1975 : James Dean: The First American Teenager (TV)
- 1975 : Brother, Can You Spare a Dime?
- 1975 : Lisztomania
- 1976 : Bugsy Malone
- 1977 : Les Duellistes (The Duellists)
- 1978 : Midnight Express
- 1980 : Ça plane les filles (Foxes)
- 1981 : Les Chariots de feu (Chariots of Fire)
- 1983 : Forever Young
- 1983 : Local Hero
- 1984 : The Frog Prince
- 1984 : P'tang, Yang, Kipperbang. (TV)
- 1984 : Those Glory Glory Days (TV)
- 1984 : Cal
- 1984 : La Déchirure (The Killing Fields)
- 1985 : Mr. Love
- 1985 : Defence of the Realm
- 1986 : Arthur's Hallowed Ground
- 1986 : Mission (The Mission)
- 1986 : Knights & Emeralds
- 1990 : A Dangerous Man: Lawrence After Arabia (TV)
- 1990 : Memphis Belle
- 1991 : Without Warning: The James Brady Story (TV)
- 1991 : Meeting Venus
- 1993 : Les Mille et une vies d'Hector (Being Human)
- 1994 : La guerre des boutons, ça recommence (War of the Buttons)
- 1994 : The Burning Season (TV)
- 1995 : Le Confessionnal
- 1999 : My Life So Far

### Acteur
- 1980 : A Pocketful of Dreams (TV) : Producer